# 莲花山站
莲花山站是一个京通线上的铁路车站，位于内蒙古自治区赤峰市敖汉旗莲花山村，建于1980年，目前为四等站，邮政编码为024328。目前客运：办理旅客乘降；行李、包裹托运；不办理货运营业。